# Ardal
Ardal (en  persa اردل, también  transcrito como Ardel), es la capital del condado de Ardal, provincia de Chahar Mahal y Bajtiarí, Irán.
Según el censo de 2006, la población era de 8.162 habitantes, agrupados en 1.767 familias; es una zona escasamente poblada, con una densidad de 26 habitantes por km². La mayoría de la población habla el lurí, que es un dialecto del bajtiarí.
En torno a Ardal el terreno presenta colinas hacia el suroeste, pero hacia el noreste es montañoso. La mayor elevación, tres kilómetros al noreste de Ardal, alcanza 2.941 m s. n. m. La ciudad más cercana es Jūnqān, 17 km al norte. La zona que rodea a Ardal está formada mayormente por praderas.